# المحجبة (يافع)

تعديل مصدري - تعديل

المحجبة هي إحدى قرى عزلة لبعوس بمديرية يافع التابعة لمحافظة لحج، بلغ تعداد سكانها 549 نسمة حسب تعداد اليمن لعام 2004.

## التاريخ
كانت المحجبة مقر سلالة عائلة آل هرهرة وعاصمة لسلطنة يافع العليا ويوجد فيها قصر السلطان.